# Палаццо Смит-Манджилли-Вальмарана
Палаццо Смит-Манджилли-Вальмарана, Палаццетто Манджилли-Вальмарана (итал. Palazzo Smith Mangilli-Valmarana, Palazzetto Mangilli-Valmarana) — дворец в Венеции, Италия, расположенный в районе Каннареджо с главным фасадом, выходящим на Гранд-канал.
Палаццо построено в XIV веке в местном «венето-византийском», или «византо-готическом», стиле. В 1518—1666 годах здание принадлежало дворянам из Тревизо (Венето), затем семье Чеффис. В 1700 году в этом доме располагалась импортно-экспортная торговая компания Томаса Уильямса, британского консула. В этой компании работал Джозеф Смит, в 1720 году он стал единственным владельцем компании.
В 1740 году Дж. Смит приобрёл дворец, а в 1743 году он получил должность британского консула в Венеции. В 1743—1751 годах первые два этажа фасада здания для нового хозяина в палладианском стиле перестраивал Антонио Визентини. Джозеф Смит был коллекционером, издателем, меценатом и покровителем художников. Поэтому его Палаццо стало важным центром художественной жизни Венеции. Там бывали известные художники, такие как Каналетто, Франческо Дзуккарелли, Франческо Гварди, Пьетро Лонги, Джованни Баттиста Тьеполо, а также писатели, поэты, драматурги: Апостоло Дзено, Франческо Альгаротти, Карло Гольдони, Маффеи Шипионе, издатель Джованни Баттиста Паскуали. В этом здании проходили тайные политические собрания, скрытые под названием «художественных».
Джозеф Смит скончался в 1770 году, и дворец был продан его вдовой в 1775 году Катерине Да Мула Пизани, а в 1784 году его купил граф Джузеппе Манджилли, который пригласил архитектора Джан Антонио Сельва надстроить третий и четвёртый этажи и украсить интерьеры. Сельва создал роскошную серию залов в неоклассическом стиле, сохранившуюся до настоящего времени. Позднее дворец был продан семье Вальмарана. С 1990-х годов в Палаццо располагается апарт-отель.